# Steatoda minima
Espèce
Synonymes
- Teutana minima Denis, 1955

Steatoda minima est une espèce d'araignées aranéomorphes de la famille des Theridiidae.

## Distribution
Cette espèce est endémique du Niger.

## Publication originale
- Denis, 1955 : Contribution à l'étude de l'Aïr (Mission L. Chopard et A. Villiers). Araignées. Mémoires de l'Institut Français d'Afrique Noire, Série A. Sciences Naturelles,vol. 17, p. 99-146.